# Crédit mobilier français
Crédit mobilier français var en fransk bank som grundades 1902 som en fortsättning på den av bröderna Pereire år 1852 bildade Société générale du crédit mobilier françias.
Tillkomsten av Crédit mobilier français inledde en ny epok i bankväsendets utveckling, eftersom det representerade en helt ny typ, finansieringsbanken, till skillnad från de förut vanliga depositionsbankerna. 
Den tidigare uppfattningen att sedelutgivning och inlåningsrörelse var oumbärliga för bankverksamhet blev genom Crédit mobilier français framträdande drastiskt modifierad. 
Crédit mobilier français inriktade sig i första hand på aktie- och obligationsemissioner för industriella och kommunikationsändamål och blev på detta område av stor betydelse. Crédit mobilier français dominerade under flera år den europeiska kreditmarknaden, lämnade lån och emitterade kapital åt såväl nya som äldre företag. Men när Crédit mobilier français inte ökade sina egna medel i samma raska takt som dess rörelse växte råkade banken i svårigheter och måste redan 1867 träda i likvidation. 
Det rekonstruerade Crédit mobilier français utvecklade tidvis, särskilt under 1920-talets senare år, stor livaktighet på emissionsmarknaden. År 1932 trädde banken definitivt i likvidation, och dess rörelse övertogs av Banque de l'union-parisienne.

## Idén förs vidare
Crédit mobilier français fick många efterföljare, dock inte så mycket i Frankrike som i det övriga Europa och särskilt i Tyskland. Den senare utvecklingen hos dessa banker har gått i riktning mot en kombination av de gamla programmet där inlåningen från allmänheten är det väsentliga med den av Crédit mobilier français skapade linjen, vars bärande idé är kapitalemission för respektive företags räkning. Även hos depositionsbankerna har emissionsrörelsen vunnit insteg -  därför finns inte längre några vattentäta skott mellan de två banktyperna. 